# الباویلا
الباویلا (به ایتالیایی: Albavilla) یک سکونتگاه مسکونی در ایتالیا است که در استان کومو واقع شده‌است.

## خصوصیات
الباویلا ۱۰٫۶ کیلومترمربع مساحت و ۶٬۰۷۰ نفر جمعیت دارد و ۴۲۷ متر بالاتر از سطح دریا واقع شده‌است.